# حصن عبري
حصن عبري، تعتبر عبري من أقدم المناطق المأهولة في عمان. وحصن عبري الذي هو بقية من المدينة الأصلية المشهورة. عبارة عن بنيان قوي أنشئ ليقاوم الزمن والظروف البيئية القاسية 
ويوجد داخل أسواره المحيطة مسجد الجمعة القديم والذي ما زال يؤمه أهل المدينة 
حتى يومنا هذا بفضل الصيانة التي أبقته على جماله.